# Los Pagalhós
Los Pagalhós és un grup de música bearnès de cant polifònic actiu des del 1973. Canten en occità i basen la seva música en el cant polifònic de tradició gascona (cantèra en gascó), tot i que també hi incorporen instruments en algunes cançons. Els seus concerts són una barreja de música i humor, amb interpretacions iròniques i de paròdia.

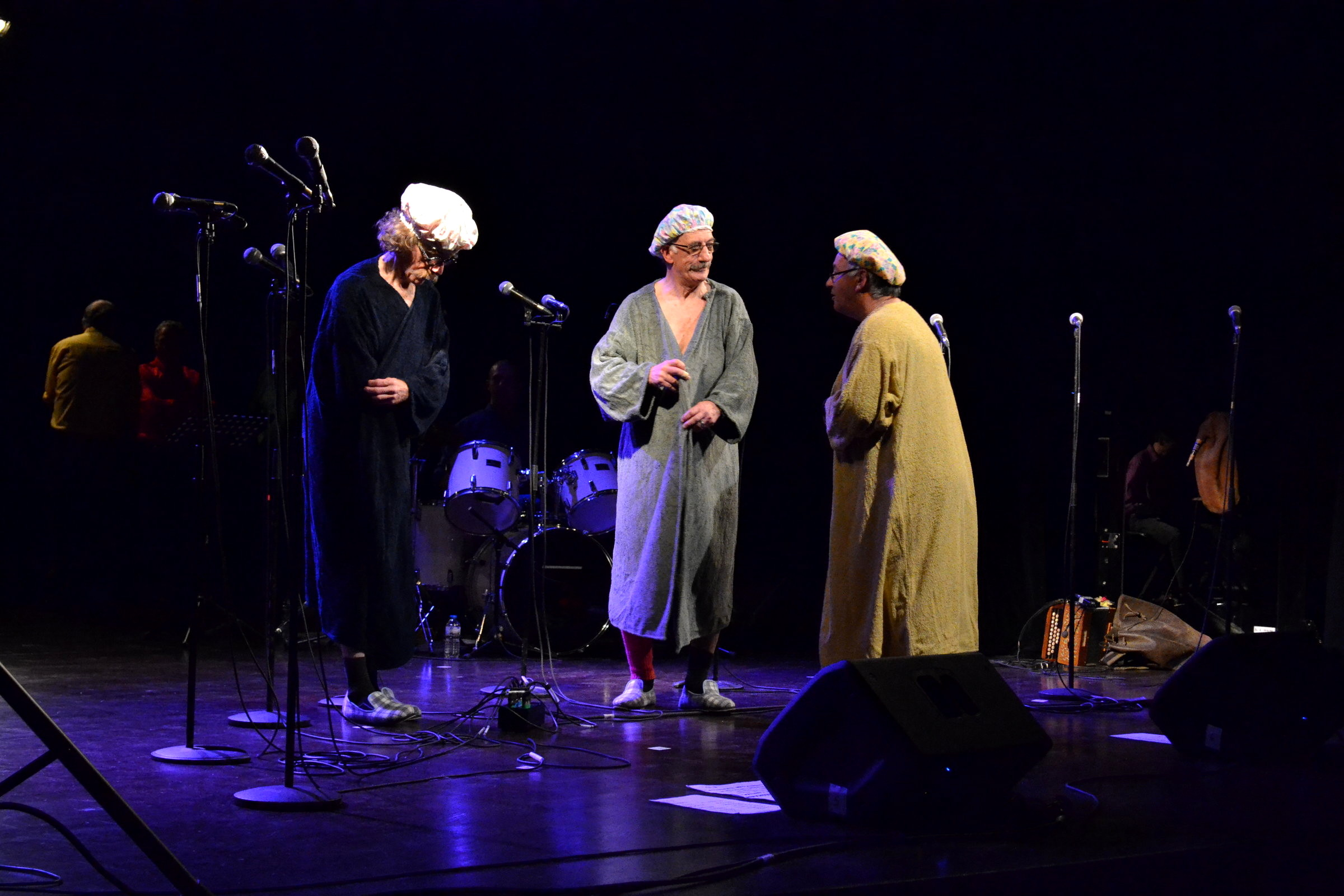
Los Pagalhós en un concert el 2019.

## Història
La història de Los Pagalhós va començar el 1972 quan nou amics de la localitat bearnesa d'Artics van posar-se a cantar en el casament d'un d'ells. A les regions pirinenques de la Gascunya és habitual que en les reunions lúdiques s'improvisin cantèras, o cants corals polifònics, entre els assistents. La bona experiència que van tenir aquests nou companys en el casament els va fer decidir de continuar cantant junts.
Un any després van tornar a ajuntar-se per a participar en el Festival de Cant de Siròs. En aquella ocasió la crítica els va definir com un grup simpàtic però molt pagalhós, o sigui desendreçat, i ho van aprofitar per a fer-se seu el nom.
Han editat cinc discos i, amb diferents altes i baixes entre els seus membres, segueixen actius a dia d'avui.

## Membres
Actualment (2020) Los Pagalhós compta amb dinou membresː Pierre Marsaguet, Michel Arrosères, Maurice Bourrel, André Fachan, Jean-Claude Arrosères, Michel Cabarry, Serge Mauhourat, Jean-Pierre Bergé, Michel Dufau, Jacolet Abadie, Pierre Lahitette-Larroque, Alain Abadie, Patrick Caussé, Serge Larrey-Lassalle, Joel Rouyet, Hervé Couture, Michel Lahitette-Larroque, Jean Casse i Jean-Jacques Bayle.

## Discografia
- Sauceda Cançons d'aubèrga (2014)
- La Sobirana (2008)
- Hami de Víver (1995)
- Sonque l'enveja de marchar... (1988)
- Los Pagalhos Cantan lo Biarn (1983)
- Sauta, sauta carnaval (?)